# Александр Невский (крейсер)
«Александр Невский» — советский лёгкий крейсер проекта 68-бис. Назван в честь князя Александра Невского. Бортовые номера которые носил корабль: № 2, № 8, № 30, № 57, № 066, № 077, № 120, № 150, № 805, № 812, № 813.
Зачислен в списки ВМФ 1 декабря 1948 года. Заложен на судостроительном заводе № 194 в Ленинграде 30 мая 1950 года. Заводской номер: 625. Спущен на воду 7 июня 1951 года. Введён в строй 31 декабря 1952 года.

## История службы
15 февраля 1953 года был введён в состав Краснознамённого Северного Флота. В феврале 1962 года лёгкий крейсер «Александр Невский» (бортовой № 150) был зачислен в состав вновь сформированной 6-й (ракетной) дивизии надводных кораблей.
В мае 1953 года крейсер «Александр Невский» совершил переход в Ленинград, где принимал участие в праздничных мероприятиях в честь 250-летия города.
В 1954—1956 годах крейсер отрабатывал задачи боевой подготовки в море и в базе, совершив в составе соединения кораблей ряд походов в акватории Северного Ледовитого океана. 31 марта 1956 года вместе с крейсерами «Мурманск» и «Октябрьская Революция» вошёл в состав вновь сформированной 2-й дивизии крейсеров.
Летом 1957 года «Александр Невский» совершил переход на Балтику в Ленинград, где принял участие в праздновании Дня ВМФ.
Осенью 1957 года крейсер опять возвратился в Ленинград в связи с плановым ремонтом и модернизацией. После ремонта, проведённого на судоремонтном заводе № 194, «Александр Невский», 7 ноября 1957 года, представлял Краснознамённый Северный флот при проведении военно-морского парада на Неве посвященного 40-й годовщине Октябрьской революции.
25 декабря 1964 года — выведен из боевого состава ВМФ, законсервирован и поставлен в Кольском заливе, в Сайде Губе, на отстой. В 1968 году крейсер «Александр Невский» выведен из консервации и отбуксирован в Мурманск (РОСТА) на завод для расконсервации, ремонта и ввода в строй.
15 декабря 1970 года — введен в строй.
В 1971 году корабль получил бортовой № 813.
В 1988 году снимался в фильме «Операция „Вундерланд“» в роли немецкого крейсера «Адмирал Штайнер» (настоящее название — Адмирал Шеер).
30 мая 1989 года — разоружён и исключен из состава ВМФ.
31 декабря 1989 года — расформирован и передан в ОФИ для демонтажа и реализации.
С 01 января 1990 года экипаж крл "Александр Невский" начали выводить за штат. К осени 1990 года осталось 6 офицеров. 
В 1991 году корабль был законвертован. 
В октябре 1991 года крейсер, под буксиром "Диксон," переведен вокруг южного побережья Африки  в Индию. Окончательная разборка на металл происходила в Алан-Бич (вблизи Бомбея).

## Командиры корабля
- капитан 1 ранга Васильев Александр Михайлович 1951
- капитан 1 ранга Пестов Григорий Григорьевич 1959-1962
- капитан 1 ранга Трофимов Александр Александрович 1963-1967
- капитан 1 ранга Сахаров Владимир Гаврилович 1968-1974
- капитан 1 ранга Рыбин Николай Петрович 1954-1957
- капитан 1 ранга Жахалов Анатолий Кузьмич
- капитан 2 ранга Ярыгин Виктор Степанович
- капитан 2 ранга Санько, Иван Фёдорович
- капитан 2 ранга Карцев Виктор Романович - последний командир крейсера